# غاف بري

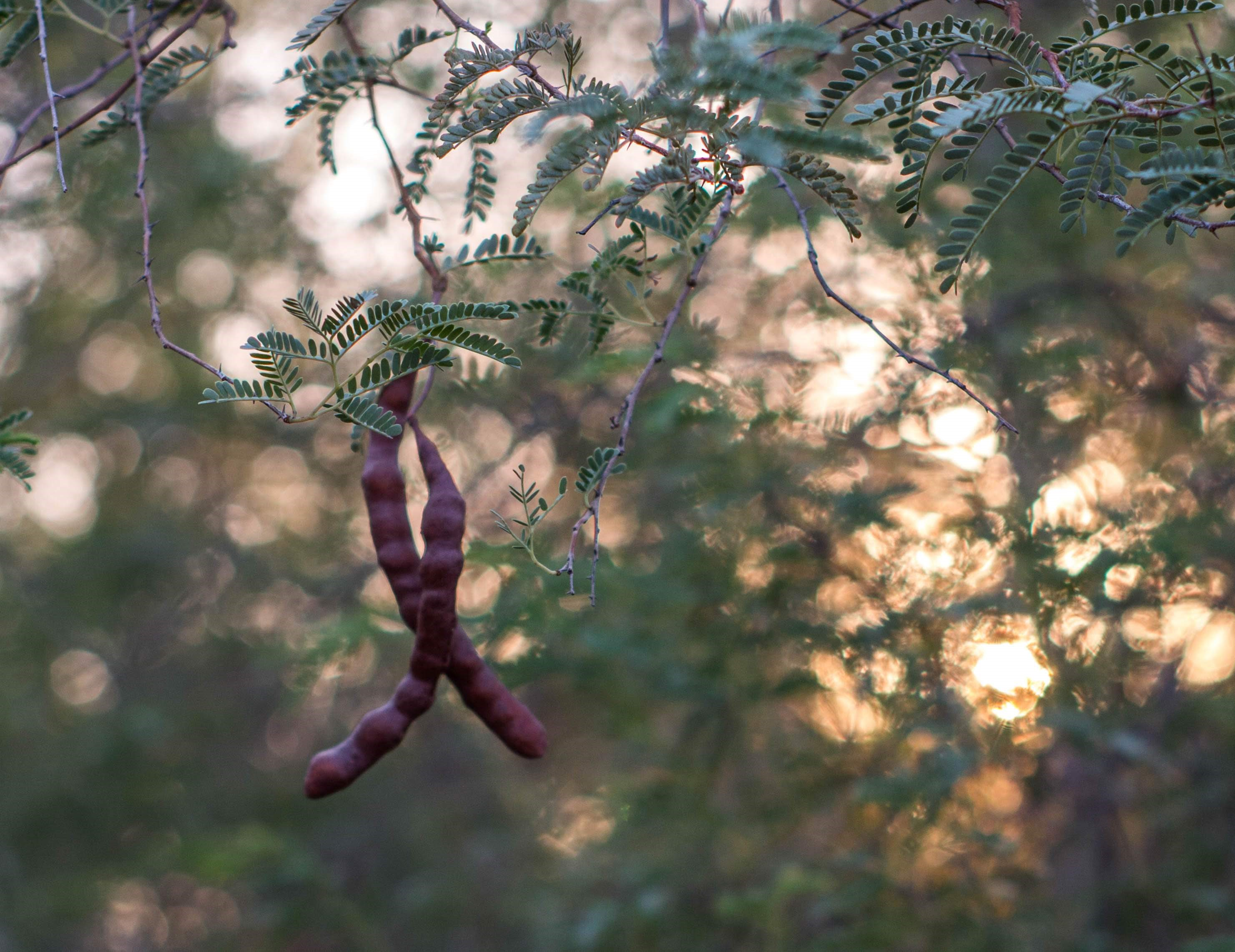

الغاف البري أو الغاف الأحمر (الاسم العلمي: Prosopis koelziana) هو نوع من النباتات يتبع جنس الغاف من الفصيلة البقولية. يتكون الاسم العلمي من كلمتين الأولى تشير إلى اسم الجنس وهو الغاف والثاني وهي كلمة لاتينية تعني البرية. يسمى في أوساط الباحثيين والناشطين البيئيين في منطقة الخليج العربي بالغاف الأحمر.

## الانتشار
أماكن إنتشاره الطبيعية هي في الجزيرة العربية (غالبا في أجزائها الشرقية والوسطى) وجنوب إيران والعراق. وقد كان إنتشاره كبيرا جدا في مواطنه الطبيعية سابقا، يتركز إنتشاره القديم في مجاري الأنهار والسيول الصحراوية، وفي الأراضي الزراعية الرطبة في الواحات، وحول بعض البحيرات والمستنقعات والسبخات وكذلك في بعض الكثبان الرملية الجافة. لكن وجوده الآن إقتصر على بعض أماكنه التاريخية فقط وإنقرض من أغلب مواطنه الأصلية، بسبب التمدد الزراعي والعمراني على غاباته القديمة، وبسسب رعي المواشي الجائر له، كذلك استعمال أشجاره كمصدر للحطب الطبيعي فلم يبقي منه الا القليل.

## الخواص
يمتاز الغاف الأحمر بقدرته على تشكيل غابات كثيفة إذا توفرت له الرطوبة الأرضية العالية، بفضل خاصية تكوين أفراد جدد من الأشجار عبر الجذور، على سبيل المثال: توجد واحدة من أكبر غابات الغاف الأحمر في بلدة الفضول وسط واحة الأحساء الزراعية شرق المملكة العربية السعودية, وسسب كبر مساحتها هو تمددها في أراضي زراعية مهجورة ذات مستوى عالي من الرطوبة الأرضية، بسبب مجاورة الغابة لإحدى قنوات الري الكبيرة ولان فائض ري النخيل المجاورة يصل إلى غابة أشجار الغاف الأحمر بغزارة. أما إذا كانت الأرض رملية جافة فيكون إنتشار الشجر على تباعد لعدم تواجد كمية كافية من المياه، ولاأنها من أسرع الأشجار نموا تستطيع الإستحواذ على الأرض سريعا ولا يبقى متسع من المساحة والرطوبة لغيرها من الأشجار، الا في حالة وجودها في أرض ذات رطوبة عالية فتنمو مع غيرها من الأشجار، كذلك يزدادا تكاثر الغاف الأحمر بالبذور فيحالة وجود الحيوانات الرعوية، فحين تتغذى المواشي أو الغزلان (التي كانت موجودة سابقا) على قرون البذور الصلبة يتم قضمها بأسنان الحيوانات وتخدش الغلاف الخارجي الصلب حول البذرة فتبدأ البذرة بإمتصاص الرطوبة من روث الحيوانات وتبادر بالإنبات وتستمر في النمو لتشكل فردا جديدا إذا توفرت لها رطوبة كافية من محيطها، أما إذا كان توفر الماء شحيحا فغالبا ما تموت البادرة.
يعتبر الغاف الأحمر من أكثر الأشجار قيمة بيئية في منطقة الخليج العربي الشديدة الجفاف، حيث بالإمكان إستعماله كنواة لخلق نظم بيئية في مناطق طاردة للسكان وغير صالحة للزراعة، في الإمكان إستعماله لتحويل السبخات الملحية الرطبة إلى غابات من الغاف الأحمر لتحمله للملوحة العالية، كذلك فهو من أفضل الأشجار استعمال لصد زحف الرمال لتحمله للعطش الشديد، وحتى بالإمكان تشجير المنتزهات والطرقات السريعة منه وريه بمياه معالجة من الصرف الصحي لتحمل الغاف الأحمر لنسب عالية من الملوحة (TDS) تتعدى 5000 جزء من المليون.
مؤخرا بدأ بعض النشطاء البيئين في منطقة الخليج العربي بتسليط الضوء على أهمية هذا النوع النباتي للنظم البيئية المحلية، حيث يقوم عبيد العوني بالتوعية عن وجود أشجار الغاف الأحمر في وادي حنيفة بمدينة الرياض، كذلك ينشط أعضاء فريق أصدقاء الحياة الفطرية بالأحساء بمحاولات عديدة لمكاثرة الغاف الأحمر وزراعته حول المستنقعات المائية في واحة الأحساء، كل هذه الجهود شجعت السلطات المحلية في محافظة الأحساء شرق المملكة العربية السعودية بتبني المحافظة على الغاف الأحمر وإكثاره، فأمانة الأحساء لديها مشروع استعمال الغاف الأحمر في تشجير الطرق السريعة التابعة للمحافظة، كذلك تبنت المؤسسة العامة للري مشروع استعمال أشجار الغاف الأحمر لتشجير بحيرة الأصفر شرق الأحساء وتحويلها إلى منطقة غابات كثيفة من أشجار الغاف الأحمر.

## انظر أيضاً

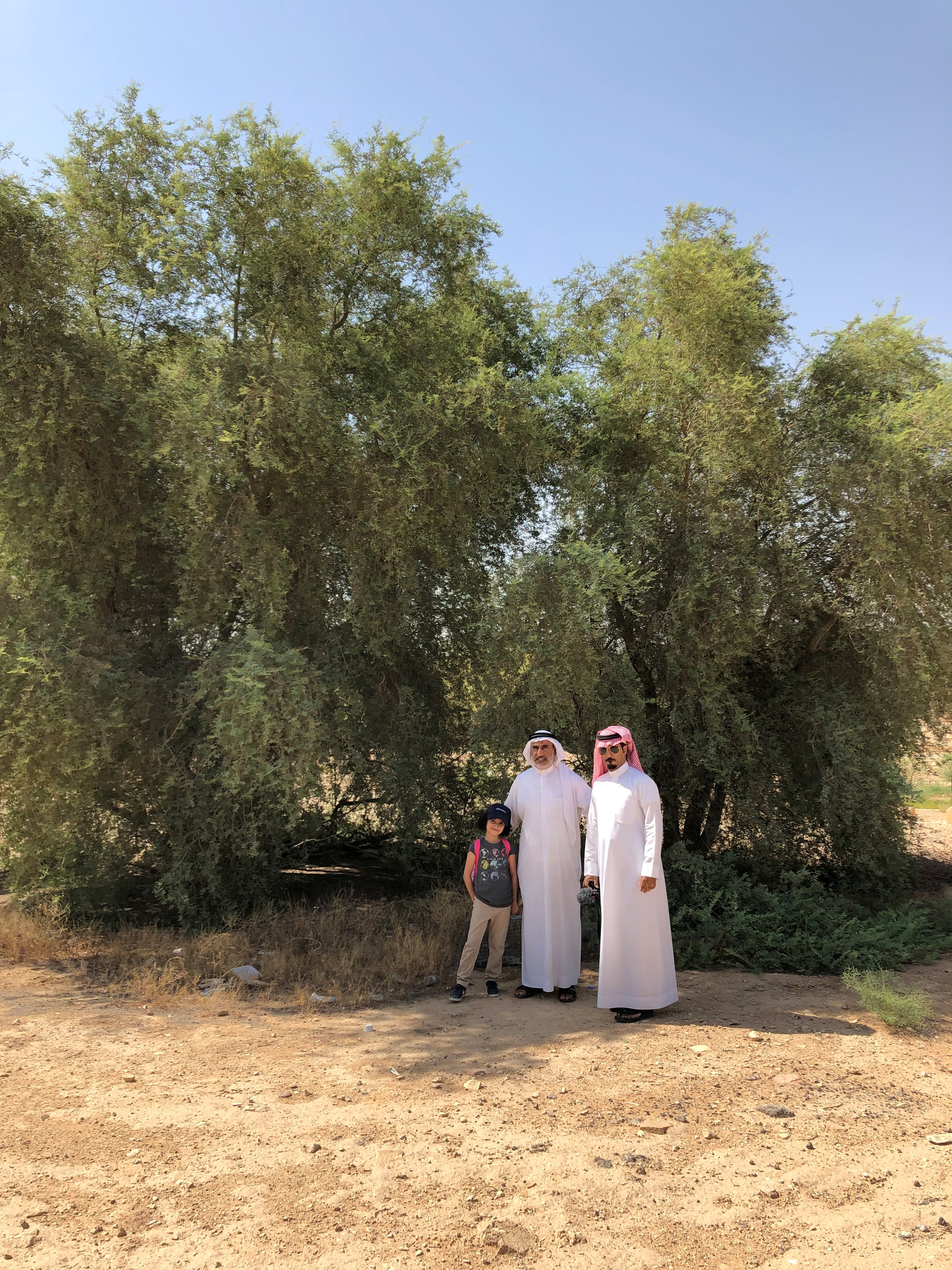

## مراجع

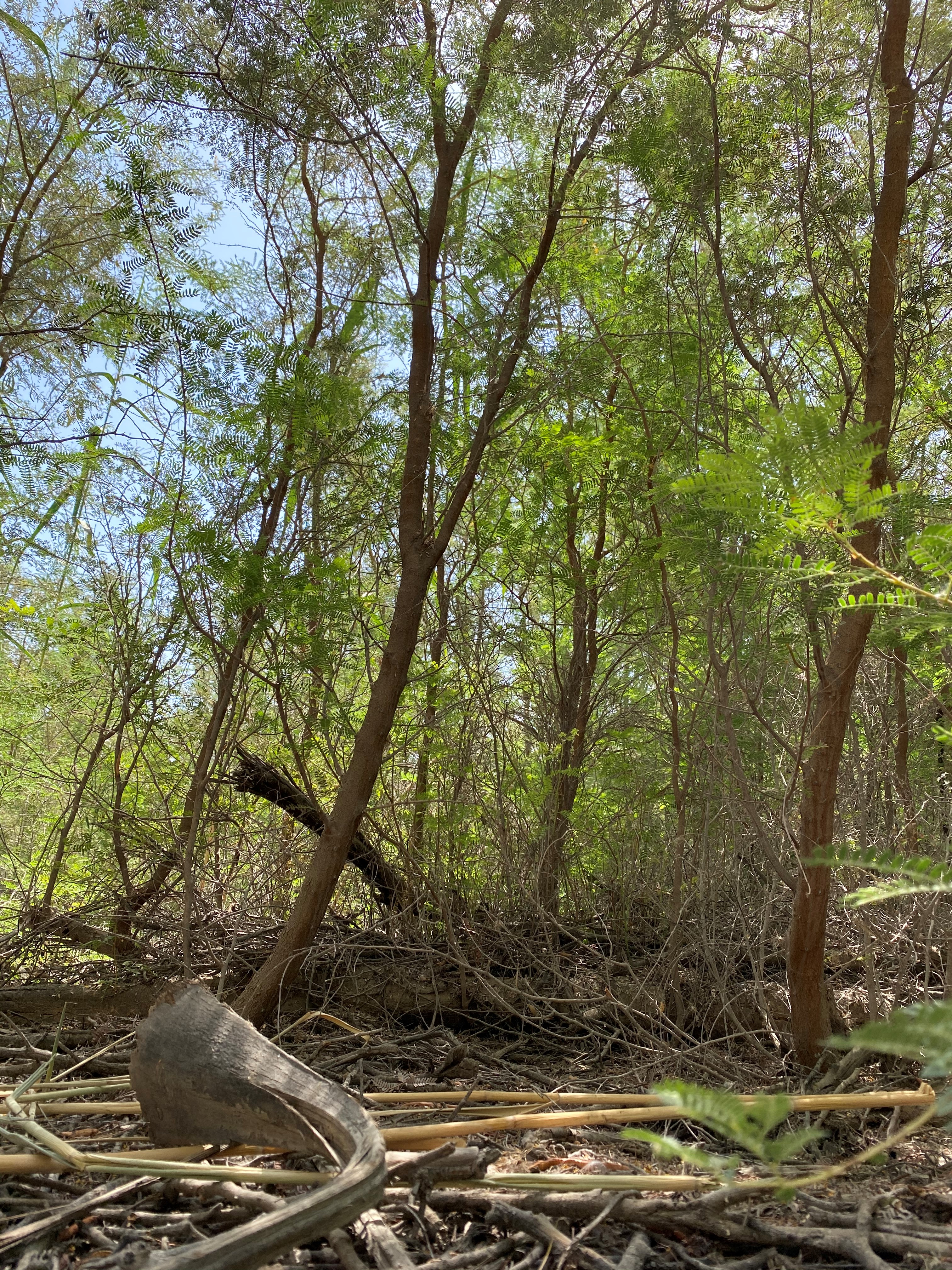

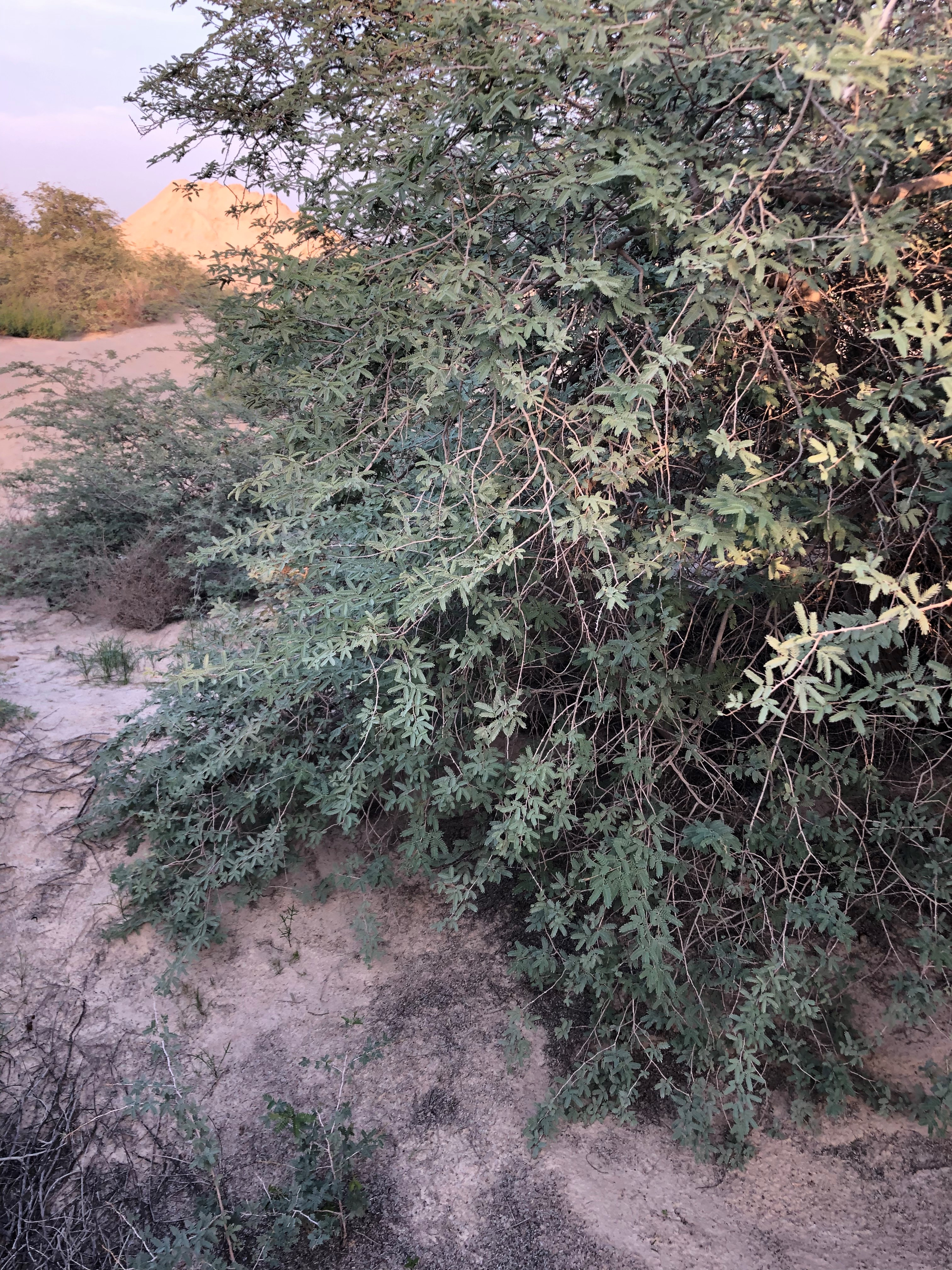